# 伊勢文秀
伊勢 文秀（いせ ふみひで、4月22日 - ）は日本の男性声優。 アーツビジョン所属。奈良県出身。

## 略歴
日本ナレーション演技研究所出身。

## 人物
方言は関西弁。趣味・特技は歌、コーヒー、野球。

## 出演

### テレビアニメ
2011年
- C（高沢祐一、アントレ、男、店主）
- トリコ（警備兵）
- ましろ色シンフォニー -The color of lovers-（佐々木勇介、男子生徒）

2012年
- エリアの騎士（エース8番）

2013年
- 宇宙戦艦ヤマト2199（平田一、ゆきかぜ砲術長、整備士、ドメラーズIII世兵士、所長室通信の声）※2012年劇場先行公開

2018年
- INGRESS THE ANIMATION（黒虎、ヒューロン特殊部隊、アズマティ族、警察官、劉部下）

2019年
- ドメスティックな彼女（警察官）

### 劇場アニメ
- 宇宙戦艦ヤマト2199 星巡る方舟（2014年、ガトランティス戦士[4]）
- 宇宙戦艦ヤマト2202 愛の戦士たち（2017年、平田一[5]）

### OVA
- 薄桜鬼 雪華録（2011年、浪士）
- ひぐらしのなく頃に煌（2011年、ヤンキーA）

### ゲーム
- Starry☆Sky 〜in Winter〜 Portable（2011年）
- メタファー：リファンタジオ（2024年）

### オーディオドラマ
- ラブボイスフェア ヒミツのアイちゃん（2012年、玲欧[6]）

### 吹き替え

#### 映画
- 陰謀のセオリー
- デンジャラス・ラン
- レッド・バロン（ロタール・フォン・リヒトホーフェン）

#### ドラマ
- 女の香り
- 恕の人 -孔子伝-
- ドリームハイ（チン・グク）
- ボスを守れ
- 私はラブ・リーガル3

### デジタルコミック
- VOMIC べるぜバブ

### ナレーション
- どうぶつBANG!!
- BSニュース 日経プラス10

### CM
- イエローハット
- エプソン ビジネスプロジェクター

### プラネタリウム
- 神戸市立少年科学館「星の船Argo」（オルフェウス）

### その他コンテンツ
- 方言男子（2010年 - 2011年、浪速）
- クレシェンド（2019年[7][8]、ハバス・ダーダー[9][10]）